# The Thrillseekers
Сти́в Хе́лстрип (англ. Steven Robin Helstrip) — британский электронный музыкант, диджей и музыкальный продюсер. Стал известен под псевдонимом «The Thrillseekers», выпустив в 1999 году композицию «Synaesthesia». Также популярность ему принесло большое количество ремиксов на композиции Ферри Корстена, Chicane и многих других музыкантов транс-сцены.

## Биография

### 1990-е — 2001-й
В молодости Стив занимался классической музыкой, организовал свою поп-группу под названием «The Flood», но они выпустили лишь одну композицию «Right Here, Right Now» в 1995 году.
До начала своей деятельности в качестве музыканта Стив работал в компании — разработчике компьютерных игр «Manic Media Productions». Он занимался созданием звуковых дорожек для выпускаемых игр. Эта работа дала ему возможность хорошо изучить студийное оборудование и подготовила его к собственному творчеству.
К 1999 году Хелстрип установил у себя дома собственную небольшую студию и записал композицию «Synaesthesia», которая впоследствии была выпущена на лейбле «Neo Records». Трек был хорошо воспринят его коллегами и слушателями и за его продвижение активно взялся Пол Ван Дайк, он подписал контракт со Стивом от имени собственного лейбла «Vandit», создал ремикс, добавив вокал Шерил Дин (англ.  Sheryl Deane), и вывел сингл в чарт «UK Top Singles» на 28-е место в феврале 2001 года. Также на эту композицию было сделано множество ремиксов разными музыкантами, в том числе Ферри Корстеном и Darude. Суммарные мировые продажи релиза достигли отметки в 1 миллион копий.
В 1999 году под влиянием работ Стива его младший брат — Роберт Хелстрип — записал на домашней студии Стива свою первую композицию «Unity Theme» под псевдонимом «Free Radical», которая вышла на сборниках «Gatecrasher: Disco-Tech» (лейбл «INCredible») и «Circuit Grooves 9.1» (лейблы «Matrix Music» и «Redzone Records») в 1999 и 2000 годах соответственно. В дальнейшем они сделали ремиксы на несколько композиций друг друга, но никогда плотно не сотрудничали.

### 2001-й — настоящее время
Следующим, после «Synaesthesia», стал сингл «Dreaming Of You», созданный вместе с вокалисткой Алексис Струм (англ.  Alexis Strum), выпущенный на сублейбле «Ministry of Sound» — «Data Records» в 2002 году, и попал в большое количество сборников танцевальной музыки.
После закрытия «Neo Records» в 2003 году Стив Хелстрип основал собственный звукозаписывающий лейбл «Adjusted Music» с главным офисом в Йорке, на котором и стал издавать все свои новые релизы. Первой пластинкой вышедшей на этом лейбле стал сингл «NewLife» с ремиксом от «Lange», вышедший в мае 2004-го. Эту работу полгода перед официальным выходом крутил на многих выступлениях Ферри Корстен. Второй вышла пластинка с переделанной самим Стивом версией композиции «Synaesthesia». Кроме собственных работ, на его лейбле в 2005 году вышла пластинка от группы «Deep Voices».
В это же время Стив пробует себя в качестве DJ'я, он познакомился Нилом Стэйси (англ.  Neil Stacey), который в то время только открыл своё «DJ Connections Agency». В течение следующих шести месяцев Нил устроил для Стива выступления в таких крупных и влиятельных клубах у себя на родине как «Ministry of Sound», «The Gallery», «Gatecrasher», а также на фестивалях «Godskitchen» и «PaSSion». Уже в 2004 году Хелстрип попадает в список Top 100 DJ’s по версии журнала DJ MAG, наивысшей позиции в этом рейтинге он добился в 2008 заняв 45-е место.
В сентябре 2005 года Стив выпускает дебютную компиляцию под названием «Night Music Volume 1», состоящую из двух дисков. Первый диск под названием «The DJ» содержал самые последние новинки транс-сцены и отражал музыкальные пристрастия Стива на тот момент. Второй же диск — «The Producer» — включил в себя 12 лучших ремиксов Стива на композиции других авторов. Выпуск сборника поддерживался 30-ти дневным мировым туром по самым известным клубным местам планеты, включая Ивису и фестиваль «Gatecrasher».
В 2011 году, за неделю до землетрясения в регионе Тохоку, Хелстрип закончил свой тур по Японии. В начале апреля 2011 года он выпустил композицию «Song for Sendai». Она продавалась только через сайт «Beatport», и было анонсировано, что все средства, вырученные от продажи этой композиции, будут перечислены японскому подразделению Красного креста.

## Псевдонимы
Кроме проекта «The Thrillseekers», Стив известен и под другими псевдонимами. Так, в 2000 году, после удачного выпуска композиции «Synaesthesia», Хелстрип выступает под псевдонимом «En-Motion», придуманном специально для сублейбла «Ministry of Sound» — «Incentive».
В 2003 году, под псевдонимом «Hydra», Стив выпустил сингл «Affinity» на лейбле Джона Эскью (англ.  John Askew) — «Discover», который получил сильную поддержку со стороны Пола Ван Дайка и Армина ван Бюрена.

## Совместные проекты

### Insigma
Сотрудничество Стива Хелстрипа и Энди Перринга (англ.  Andy Perring), более известного как «Pulser», в рамках проекта «Insigma» началось с того что Стив отправил Энди трехминутный отрывок трека, который Перринг доделал и создал полноценный сингл. Спустя 9 месяцев владелец лейбла «ATCR» (A Trance Communication Release) Тим Старк (англ.  Tim Stark) уговорил их обоих объединиться и выпустил на своем лейбле их первый сингл «Insigma / Evolution». Вскоре после этого был выпущен их второй сингл «Open Our Eyes», впоследствии переизданный на сублейбле «Virgin» — «VC Recordings». В 2002 году эта композиция попала в сборники «Ibiza» Пола Окенфолда и «Revolution» диджея Tiësto.

### Rapid Eye
«Rapid Eye» — второй совместный проект Стива Хелстрипа, созданный вместе с владельцем лейбла «ATCR» Тимом Старком. Этим проектом было выпущено несколько синглов и ремиксов на лейблах «ATCR» и «Gang Go Music».

## Дискография
В рамках проекта «The Thrillseekers»:

| Год  | Дата выхода | Название | Лейбл           |
| ---- | ----------- | -------- | --------------- |
| 2016 | 2 декабря   | Escape   | FSOE Recordings |

| Год  | Дата выхода | Название            | Лейбл          |
| ---- | ----------- | ------------------- | -------------- |
| 2005 | 26 сентября | Nightmusic Volume 1 | Adjusted Music |
| 2007 | 25 июня     | Nightmusic Volume 2 | Adjusted Music |
| 2008 | 30 июля     | Nightmusic Volume 3 | Adjusted Music |

| Год  | Дата выхода | Название             | Лейбл          |
| ---- | ----------- | -------------------- | -------------- |
| 1998 | -           | 36 Weeks             | -              |
| 1998 | -           | Castaway             | -              |
| 1999 | -           | Synaesthesia         | Neo Records    |
| 2002 | 3 сентября  | Dreaming Of You      | Data Records   |
| 2004 | 1 мая       | NewLife              | Adjusted Music |
| 2006 | 13 февраля  | By Your Side         | Adjusted Music |
| 2007 | сентябрь    | Waiting Here For You | Adjusted Music |
| 2008 | 24 июля     | The Last Time        | Adjusted Music |
| 2008 | 15 декабря  | City Of Angels       | Adjusted Music |
| 2010 | 26 апреля   | Savanna              | Armada         |
| 2010 | 30 августа  | Effectual            | Club Elite     |
| 2011 | 8 апреля    | Song for Sendai      | Adjusted Music |
| 2012 | 23 апреля   | Angel                | Adjusted Music |
| 2013 | 12 февраля  | Anywhere With You    | Adjusted Music |
| 2014 | 28 июля     | This Is All We Have  | Adjusted Music |

Ремиксы

| Год  | Исполнитель     | Композиция                           |
| ---- | --------------- | ------------------------------------ |
| 1999 | Alice Deejay    | Back In My Life                      |
| 1999 | Compulsive      | Movin                                |
| 1999 | Digitale        | New York Doll                        |
| 1999 | Force Majeure   | Redemption                           |
| 1999 | Free Radical    | Unity Theme                          |
| 1999 | Silhouette      | Can’t Wait To Find Love              |
| 1999 | Taskforce       | Touch Me                             |
| 2000 | Ascension       | Someone                              |
| 2000 | Blank & Jones   | Beyond Time                          |
| 2000 | Cequenza        | Cequenza                             |
| 2000 | Chicane         | Autumn Tactics                       |
| 2000 | Chicane         | Saltwater                            |
| 2000 | Rhythm Of Life  | You Put Me In Heaven With Your Touch |
| 2001 | Alibi           | Back In My Life                      |
| 2001 | Orinoko         | Island                               |
| 2001 | Vincent De Moor | Fly Away                             |

| Год  | Исполнитель                     | Композиция            |
| ---- | ------------------------------- | --------------------- |
| 2002 | Sholan                          | Can You Feel          |
| 2003 | Jan Johnston                    | Calling Your Name     |
| 2004 | 8 Wonders                       | The Morning After     |
| 2004 | Ascension                       | Someone               |
| 2004 | Ferry Corsten                   | Sweet Sorrow          |
| 2004 | Kirsty Hawkshaw                 | Sincere For You       |
| 2004 | Usual Aspect                    | Mr Blue               |
| 2004 | Witness of Wonder               | Emotion In Motion     |
| 2005 | Evolve                          | Safe To Dream         |
| 2005 | Ferry Corsten                   | Sublime               |
| 2005 | Reflekt Feat. Delline Bass      | Need To Feel Loved    |
| 2009 | Solarstone ft. Elizabeth Fields | Part of Me            |
| 2009 | Chicane                         | Poppiholla            |
| 2010 | Arcane Science                  | Still Feel (You Here) |
| 2011 | John O’Callaghan                | Bring Back The Sun    |
| 2011 | Armin van Buuren                | I Don’t Own You       |

Под псевдонимом «En-Motion»:
| Год  | Дата выхода | Название                   | Лейбл     |
| ---- | ----------- | -------------------------- | --------- |
| 2000 | -           | Truth (12")                | IDJ       |
| 2002 | 2 июля      | Getting Away With It (12") | Incentive |

| Год  | Исполнитель       | Композиция           |
| ---- | ----------------- | -------------------- |
| 1998 | The Thrillseekers | Synaesthesia         |
| 1999 | Aurora            | Hear You Calling     |
| 1999 | Starparty         | I’m In Love          |
| 2000 | Sonique           | It Feels So Good     |
| 2000 | York              | Farewell To The Moon |
| 2000 | Free Radical      | Surreal              |

Под псевдонимом «Hydra»:
Синглы:
| Год  | Дата выхода | Название       | Лейбл    |
| ---- | ----------- | -------------- | -------- |
| 2003 | -           | Affinity (12") | Discover |

Дискография проекта «Insigma»:
Синглы:
| Год  | Дата выхода | Название            | Лейбл |
| ---- | ----------- | ------------------- | ----- |
| 2000 | -           | Insigma / Evolution | ATCR  |
| 2000 | -           | Open Our Eyes       | ATCR  |
| 2003 | 20 октября  | Avalon              | ATCR  |

Дискография проекта «Rapid Eye»:
| Год  | Дата выхода | Название         | Лейбл |
| ---- | ----------- | ---------------- | ----- |
| 1999 | -           | Alderaan         | ATCR  |
| 1999 | -           | H.E.I.G.H.T.S.   | ATCR  |
| 2000 | -           | Never Going Back | ATCR  |
| 2002 | июль        | Circa-Forever    | ATCR  |
| 2003 | 23 июня     | Stealing Beauty  | ATCR  |
| 2004 | 8 ноября    | Absolut          | ATCR  |
| 2004 | март        | Santa Cruz       | ATCR  |

| Год  | Исполнитель   | Композиция   |
| ---- | ------------- | ------------ |
| 1999 | Cequenza      | Cequenza     |
| 1999 | Compulsive    | Movin        |
| 2000 | Gee Motion    | Blue Angel   |
| 2000 | Timo Maas     | Der Schieber |
| 2000 | Blank & Jones | The Nightfly |

## Позиции в чартах
| Год  | Сингл                     | Страна | Страна | Страна |
| ---- | ------------------------- | ------ | ------ | ------ |
| Год  | Сингл                     | [ 28 ] | [ 29 ] | [ 30 ] |
| 2001 | «Synaesthesia (Fly Away)» | 28     | 45     | -      |
| 2002 | «Dreaming Of You»         | 48     | -      | -      |
| 2004 | «Synaesthesia (Fly Away)» | -      | -      | 18     |